# Aeonium isorense
Aeonium isorense är en fetbladsväxtart som beskrevs av A. Banares. Aeonium isorense ingår i släktet Aeonium och familjen fetbladsväxter. Inga underarter finns listade i Catalogue of Life.